# 晒经乡 (汉源县)
晒经乡，是中华人民共和国四川省雅安市汉源县下辖的一个乡镇级行政单位。

## 行政区划
晒经乡下辖以下地区：
晒经村、李子村、新龙村、先锋村和波洛村。